# Pépinière-Corps

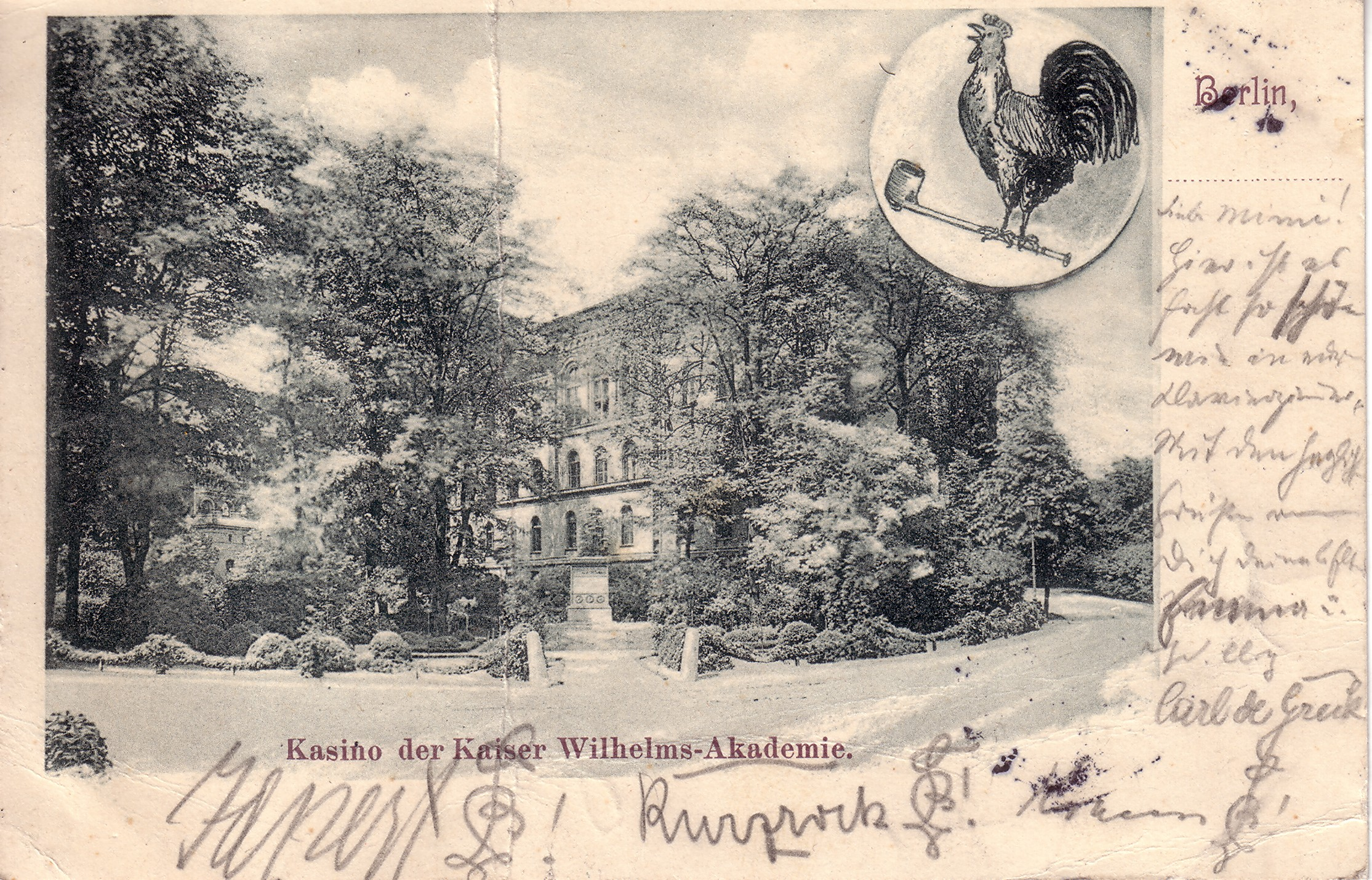
Kasino der Kaiser-Wilhelms-Akademie in Berlin (1904)

Die Pépinière-Corps waren Studentenverbindungen an der Pépinière, die ab 1818 Medicinisch-chirurgisches Friedrich-Wilhelms-Institut und ab 1895 Kaiser-Wilhelms-Akademie für das militärärztliche Bildungswesen hieß. Die drei Corps Franconia, Suevo-Borussia und Saxonia verlegten 1919 ihren Sitz von Berlin an die neue Universität Hamburg.

## Militärärztlicher SC
Ab 1860 wurde am Medicinisch-chirurgischen Friedrich-Wilhelms-Institut von Studentenvereinigungen gesprochen, die bald feste Form erhielten. Die Bünder sollten die Exklusivität der einzelnen Semester untereinander durch eine Gemeinschaft von  Jung und Alt ersetzen. Im Wintersemester 1897/98 gründeten Friderico-Guilelmia (später Franconia) und Suevo-Borussia den Militärärztlichen Chargierten-Convent, der zur unbedingten Satisfaktion stand. Im Sommersemester 1903 beschloss er die Bestimmungsmensur. Im Wintersemester 1904/05 wurde Couleur eingeführt. Die drei Bünder führten ein Verbindungsleben wie Corps, mit Pauken, Bestimmtag und gelegentlichen Säbelpartien, mit Convent, Kneipen und Mittagstisch. Dem Berliner Senioren-Convent (KSCV) gehörten die drei Bünder nicht an, weil ihre Mitglieder nicht an einer Universität studierten. Sie bildeten einen eigenen SC, der mit dem SC zu Berlin in einem Paukverhältnis stand. Mit der Annahme der Bezeichnung „Corps“ am 19. Oktober 1907 wurde der Verband in SC an der Kaiser-Wilhelms-Akademie (Berliner Militärärztlicher SC) umbenannt.
Schon während des einjährigen Militärdienstes, dem sich die „Pfeifhähne“ beim Garde-Füsilier-Regiment (den „Maikäfern“) oder anderen Regimentern des Gardekorps unterzogen, wurden Militärfüchse aufgenommen. Fünf Aktivensemester und fünf Partien waren Pflicht. Das Medizinische Staatsexamen stand nach dem 12. Semester an. Die Auswahl der Corps war sorgsam. Nach der damals strengen Abiturauslese und der Zulassung zur Akademie war die Admission die dritte Prüfung. Von den siebzig Erstsemestern, die 1913 an der Akademie aufgenommen wurden, nahm Saxonia fünf, Franconia elf auf.
Der Besuch beim Altreichskanzler Otto von Bismarck (1895), die Einweihung des neuen Akademiegebäudes (1910) und das 25-jährige Regierungsjubiläum von Kaiser Wilhelm II. (1913) waren Höhepunkte des Corpslebens an der Kaiser-Wilhelms-Akademie. Als 1914 der Erste Weltkrieg ausbrach, wurden die Akademieangehörigen von ihren jeweiligen Truppenteilen sogleich angefordert, die älteren Semester als Unterärzte, die jüngeren als Sanitätsdienstgrade, die Erstsemester als Feldsoldaten. Die Corps suspendierten. Nach dem verlorenen Krieg feierten sie gemeinsam am 27. Januar 1919 „Kaisers Geburtstag“  mit Kommers und Landesvater. Der Studentenalltag wurde bald durch die inneren Unruhen in der Reichshauptstadt unterbrochen. Schon Ende Dezember 1918 hatte Oberst Wilhelm Reinhard zur Bildung einer Offizierskompanie aufgefordert, um die Regierung vor den aufständischen Spartakisten zu schützen. 140 Studenten der Akademie, darunter alle Angehörigen der Saxonia, folgten dem Ruf. Fünf  Tage lang bildete die Kompanie den einzigen Schutz der Regierung. Im März 1919 bat die Regierung erneut um Hilfe. Die „Sachsen“ nahmen an den Kämpfen in Berlin-Lichtenberg und Adlershof teil. Am 1. Oktober 1919 wurde die Kaiser-Wilhelms-Akademie nach dem Friedensvertrag von Versailles geschlossen. Die drei Corps sahen keine Überlebenschancen, zumal es in Berlin außer den sechs Kösener Corps noch andere schlagende Verbindungen gab. Mithin suspendierten sie am 5. Oktober 1919.

### Franconia
Die spätere Franconia ging aus dem Gesangverein „Militärärztliche Stimmritze“ hervor, der am 13. Mai 1861 an der Pépinière gegründet worden war. Die geplante Umbenennung in Friderico-Guilelmia (1897) wurde von der Direktion der Akademie nicht genehmigt. Vielmehr suspendierte sie sowohl die Friderico-Guilelmia als auch die ebenfalls umgetaufte Suevo-Borussia. Alle sechs Chargierten der beiden Verbindungen erhielten zudem sechs Tage Arrest. Nach zwei Monaten konnten die Alten Herren schließlich eine Aufhebung der Suspension erreichen. Die Vereinigung nahm daraufhin mehr und mehr Corpssitten mit Zirkel (1899) und Bestimmungsmensuren (1903) an. Studentische Fechtwaffen wurden angeschafft, weil dem SC zu Berlin die große Anzahl von Waffenbelegern lästig wurde. Zugunsten des Fechtens wurde ferner der Chorgesang im Winter 1902/03 abgeschafft. Das rot-weiß-rote Corpsburschenband (1904), die rote Studentenmütze (Berliner Format) und die roten Kneipjacken (1906) wurden der Franconia vom Corps Holsatia vergeblich streitig gemacht. Ab 1907 nannte sich die Vereinigung Corps Franconia. Der Zirkel erhielt die endgültige Form. Der Wahlspruch war Pro patria et honore. Eingeführt wurde zudem die Corpsschleife, die auch Bräuten Alter Herren am Tage der Vermählung verliehen werden konnte.

### Suevo-Borussia
An der Pépinière wurde am 21. Juni 1868 der Verein der Studierenden der Militärärztlichen Bildungsanstalten gegründet, aus dem die Suevo-Borussia hervorging. Der Wahlspruch war Honeste et hilare.

### Saxonia
Die zwangsläufige Rivalität von Franconia und Suevo-Borussia sowie die Einführung der Bestimmungsmensur mit der Notwendigkeit eines Unparteiischen machte eine dritte Verbindung wünschenswert. Das führte am 18. Oktober 1907 zur Gründung des Corps Saxonia. Nach militärischem Muster hatten die beiden anderen Corps jeweils neun Aktive verschiedener Semester und 60 Alte Herren abzugeben. Hinzu kamen freiwillige Meldungen. Der Bund führte sogleich Zirkel, Studentenwappen und Farben. Das Band war rot–weiß–grün, das Fuchsband weiß–grün. Die Mütze im großen Berliner Format war grün mit weißer Paspel und rot–weiß–grünem Rand, die Kneipjacke schwarz. Die Chargierten trugen hellgrüne Pekeschen.
Im Ersten Weltkrieg fielen 18 von  170 Mitgliedern. Im April 1919 konnten noch sechs Füchse aufgenommen werden. Das Sommersemester verlief nicht ohne innere Spannungen, wie sie bei der Zusammensetzung des Corps aus Kriegsteilnehmern und Abiturienten nicht ausbleiben konnten. Nach dem Friedensvertrag von Versailles wurde die Kaiser-Wilhelms-Akademie zum 1. Oktober 1919 geschlossen. Die drei Corps konnten nicht in Berlin bleiben; denn die sechs Corps im Berliner Senioren-Convent (KSCV) waren sich genug und lehnten die Aufnahme der drei Pepiniere-Corps ab. Der HKSCV wünschte und förderte ihre Verlegung an die neugegründete Universität Hamburg.

## Hamburger SC

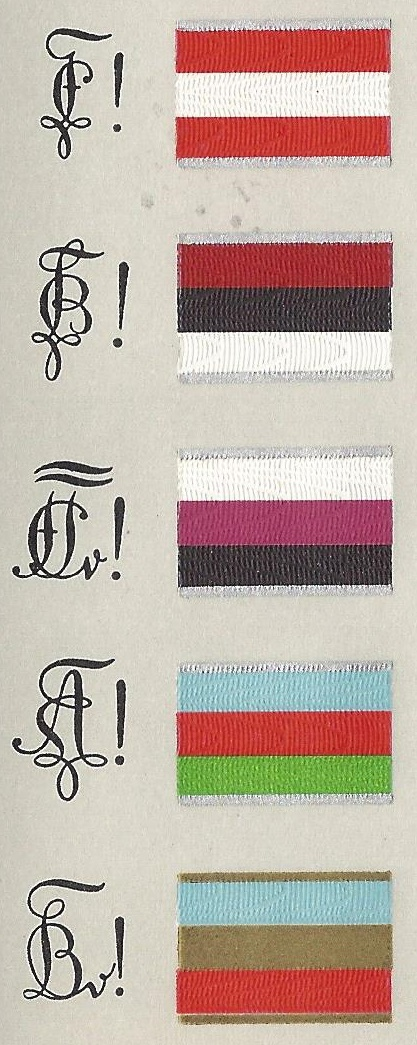
SC zu Hamburg – Franconia, Suevo-Borussia, Thuringia Jena, Albertina und Lusatia Breslau (1952)

Auf der Suche nach einer anderen Universität verfiel man auf die im Mai 1919 gegründete (von den Gewerkschaften bestimmte) Universität Hamburg. Akkreditiert  waren im WS 1919/1920 schon 30 Verbindungen. Cheruskia und Hammonia waren pflichtschlagende Korporationen, die vom Hamburgischen Kolonialinstitut stammten und lange vor der Universität gegründet worden waren. Cheruskia gründete 1919 den Teutoburger Vertretertag, der 1927 zur Deutschen Wehrschaft wurde. Als Corps Irminsul kam der Bund 1933 in den Rudolstädter Senioren-Convent und 1934 in den Weinheimer Senioren-Convent.
Die KWA-Corps waren in Hamburg erwünscht; sie sollten die vaterländischen Kräfte im Kampf gegen die an der Universität einflussreichen Linksradikalen stärken. Die Lage verlangte schwerwiegende und komplizierte Entscheidungen: Die Beschlüsse der drei Corps und ihres SC, die Befürwortung durch den SC zu Berlin, der Antrag beim Kösener Senioren-Convents-Verband und die abändernde Entscheidung des Vororts München, die Zustimmung des AHSC Hamburg und die Findung hilfsbereiter Alter Herren. Obendrein war Eile geboten, weil auch die von der Kaiser-Wilhelms-Universität Straßburg vertriebenen Corps eine Übersiedlung nach Hamburg erwogen. Die noch in den Semesterferien getroffenen Entscheidungen bedeuteten, dass nicht wenige Angehörige der drei Corps das Band ablegen mussten, damit ihr Bund überleben konnte. Einer brachte es auf den Punkt: „Wir hätten uns eine Mensur nur durch schlechtes Benehmen auf der Straße besorgen können. Fast bedauere ich mein damaliges gutes Benehmen.“ Die Renoncierungsfrage wurde gelöst, indem Mitglieder des Alte-Herren-Senioren-Convents Hamburg die drei Corps neu gründeten und die Aktiven des betreffenden Berliner Corps aufnahmen. Die Alten Herren konnten – wenn sie gefochten hatten – mit Band übernommen werden (was vom oKC 1920 gebilligt wurde). Die Vorverbindungen wurden als corpsähnlich anerkannt. Diejenigen ihrer Angehörigen, die mangels eigener leichter Waffen auf Waffen eines anderen Corps gefochten hatten, konnten ebenfalls mit Band übernommen werden. Die anderen konnten Corpsschleifenträger werden.
Am 11. Oktober 1919 – acht Tage nach der Suspension in Berlin – rekonstituiert,  gründeten die Berliner Corps den Hamburger Senioren-Convent. Gefochten wurde wie bei den meisten Hamburger Verbindungen auf Korb. Ihre Stammkneipe in Hamburg war das Bierhaus Rieper in der Schaumburger Straße.

### Franconia
Noch in Berlin wurden drei Inaktive, fünf Corpsburschen (die schon vor dem Kriege aktiv gewesen waren) und drei Füchse als Conkneipanten übernommen. Zur Übersiedelung nach Hamburg zum Wintersemester 1919/20 wurde Franconia dann als Kösener Corps von drei Alten Herren der Teutonia Marburg, zwei AH der Guestfalia Greifswald und je einem AH der Rhenania Tübingen und der Hannovera neugegründet. Als Stiftungstag der Franconia Hamburg genehmigte der oKC 1920 den Gründungstag der Berliner Zeit, den 13. Mai 1861. Die formale Neugründung war nötig, weil Franconia wie die beiden anderen Pépinière-Corps nicht im Berliner Senioren-Convent (KSCV) und damit nicht im Kösener Senioren-Convents-Verband gewesen waren. Zu dem Zeitpunkt hatte das Corps knapp 500 (größtenteils noch lebende) Alte Herren. Als erste Pflichterfüllung gegenüber der neuen Universitätsstadt beschloss der Konvent, eine Art Versammlung der Mitglieder des Corps, den geschlossenen Eintritt in das Freiwilligencorps Groß-Hamburg (Freikorps Bahrenfeld), um etwaige erwartete Unruhen der Kommunisten in der Weimarer Republik entgegenzutreten. 1923 übernahm Franconia 51 Angehörige der suspendierten Saxonia. Die Franconia gehörte zu den Bünden, die Die Idee der republikanischen Verfassung – eine bedeutende Rede des Rektors Ernst Cassirer zur Verfassungsfeier des Hamburger Senats am 11. August 1928 – boykottierten. Die Aktiven der Franconia betrieben neben dem Studium Sport (Fechten, Schwimmen, Leichtathletik) und engagierten sich in Hamburg hochschulpolitisch im Großdeutschen Ring, der die Interessen des Hamburger Korporationsstudententums gegenüber dem Nationalsozialistischen Deutschen Studentenbund und der Sozialistischen Hochschulgruppe vertrat. Im Sommersemester 1932 waren im Hamburger AStA fünf NSDStB-Mitglieder, zwei Korporierte, zwei Nationale und drei Sozialisten. Es ist eine feine Ironie der Geschichte, dass 1935 der letzte oKC von einem der jüngsten Corps geleitet wurde, von Franconia, die schon 1934 an der Reihe war, aber nicht zum Zuge kam. Aufgrund der weiteren politischen Entwicklung suspendierte Franconia am 9. November 1935, was am 12. Februar 1936 in eine Auflösung umgewandelt wurde. Der Altherrenverband mit Sitz in Berlin bestand indessen weiter und wurde in Berlin nicht aus dem Vereinsregister gelöscht. An die Mitglieder Hippke, Handloser, Schröder und Rose wagte sich wohl niemand heran. Zwei Franken – Hans Günther Busch und Hans-Releff Riege – gingen als Geschwaderärzte mit der Bismarck unter. Während des Krieges trafen sich die Franken in der Militärärztlichen Akademie. Franconia rekonstituierte 1951 im Hamburger Senioren-Convent. Sie schloss Verhältnisverträge  mit Guestfalia Greifswald, Marchia Berlin (1934), Lusatia Breslau (1956) und Rhaetia Innsbruck (1961). 1960 hatte das Corps 659 Mitglieder. Wegen Nachwuchsmangels und innerer Probleme durch die 68er-Bewegung beschloss das aktive Corps am 24. Oktober 1970 zu suspendieren. Traditionsträger wurde das Corps Brunsviga Göttingen, mit dem 1979 noch ein Freundschaftsvertrag geschlossen wurde und dem sich daraufhin einige Franken anschlossen. Mit weniger als 30 Mitgliedern besteht Franconias Altherrenverband noch bis Ende 2020.
Franconias Corpshäuser in Hamburg

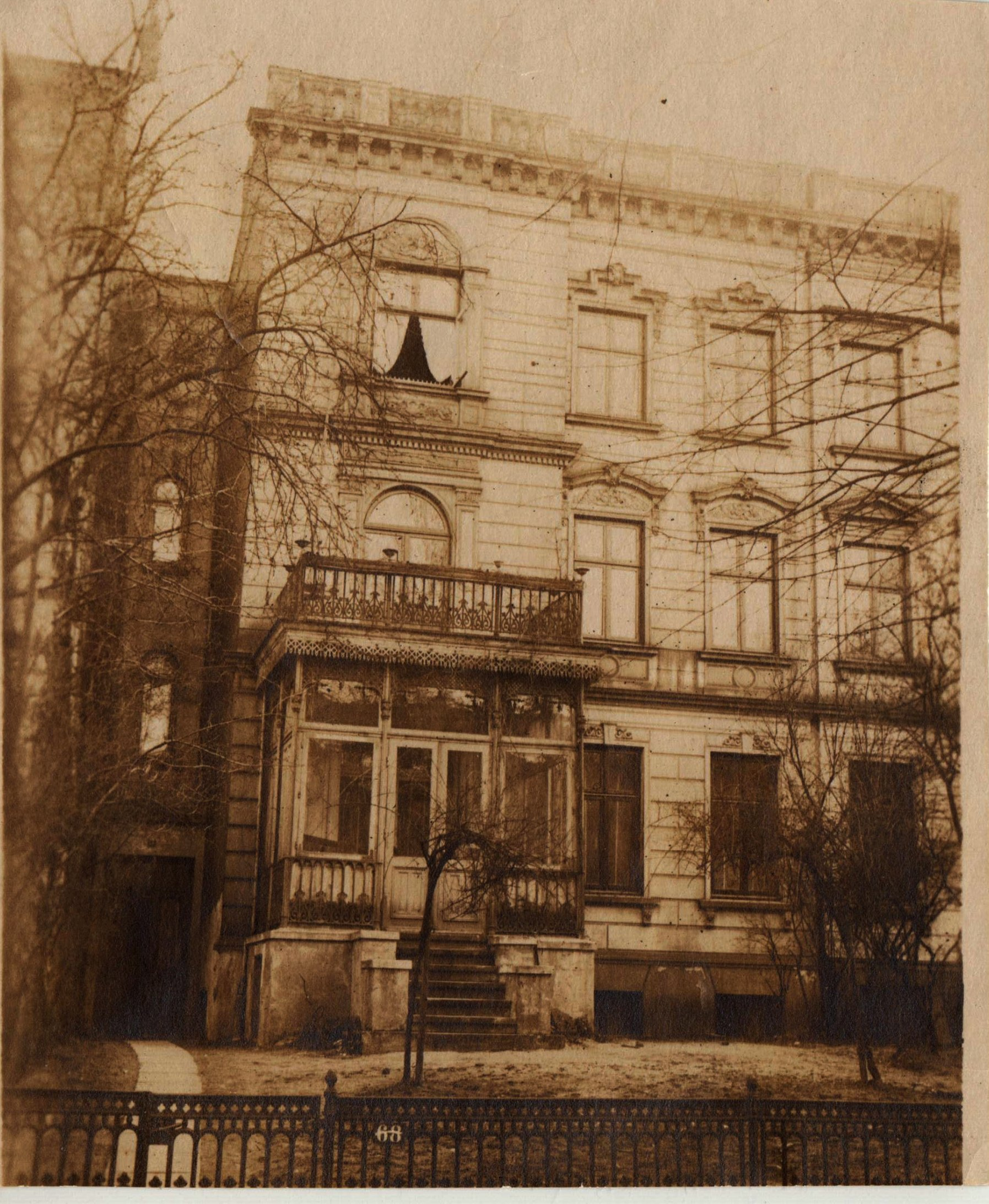
Hallerstraße
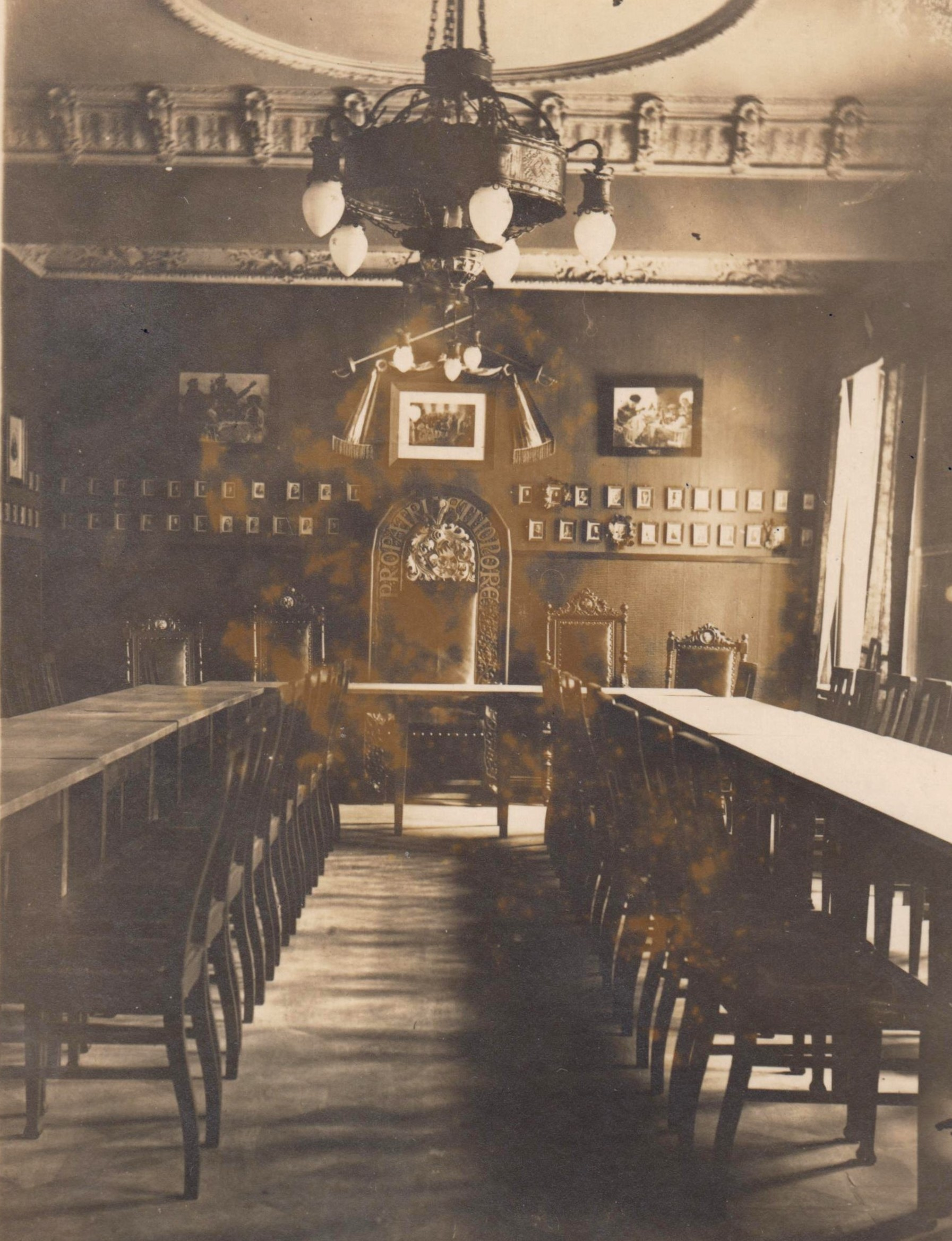
Kneipe (Hallerstr.)
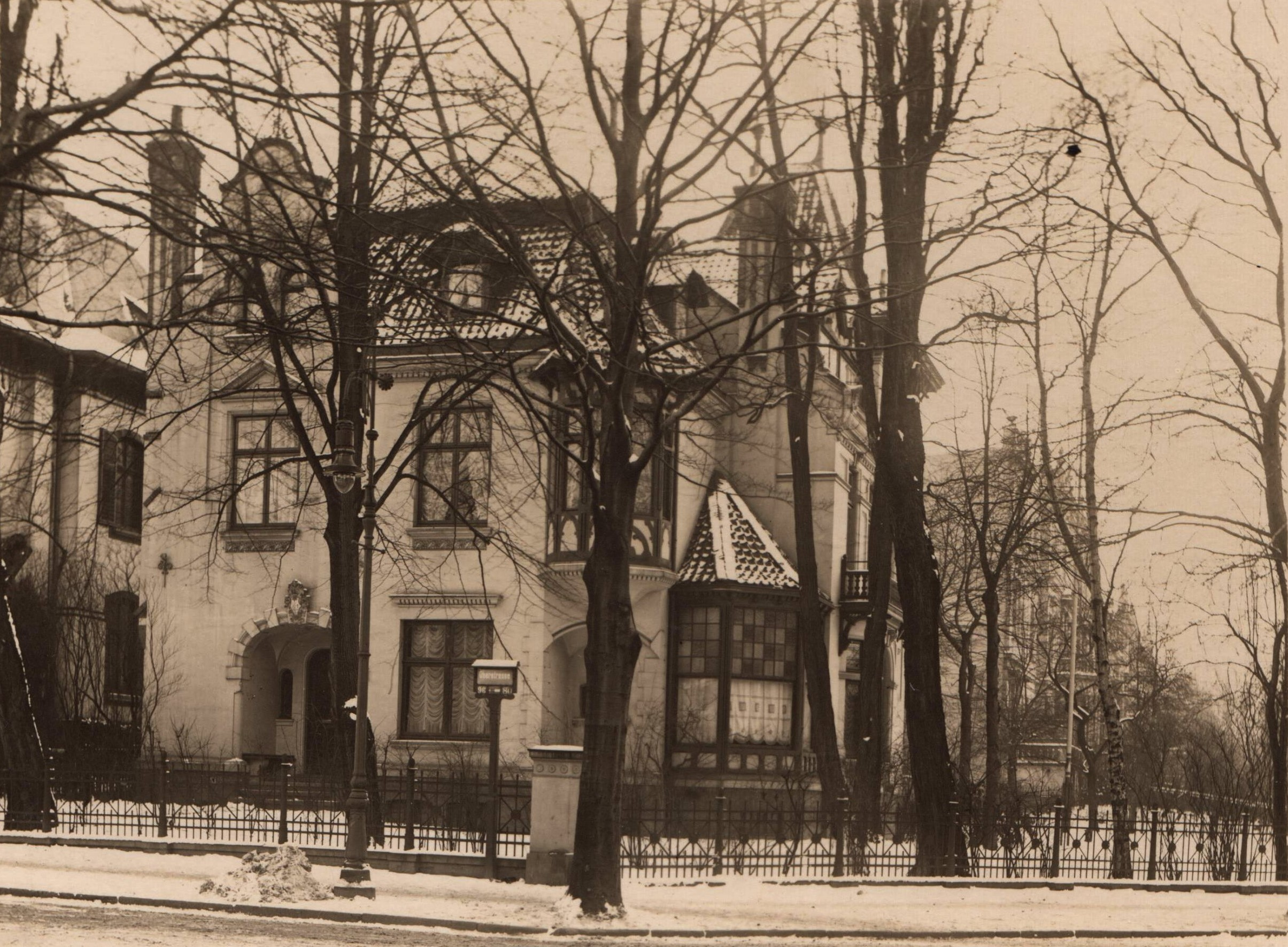
Oberstraße
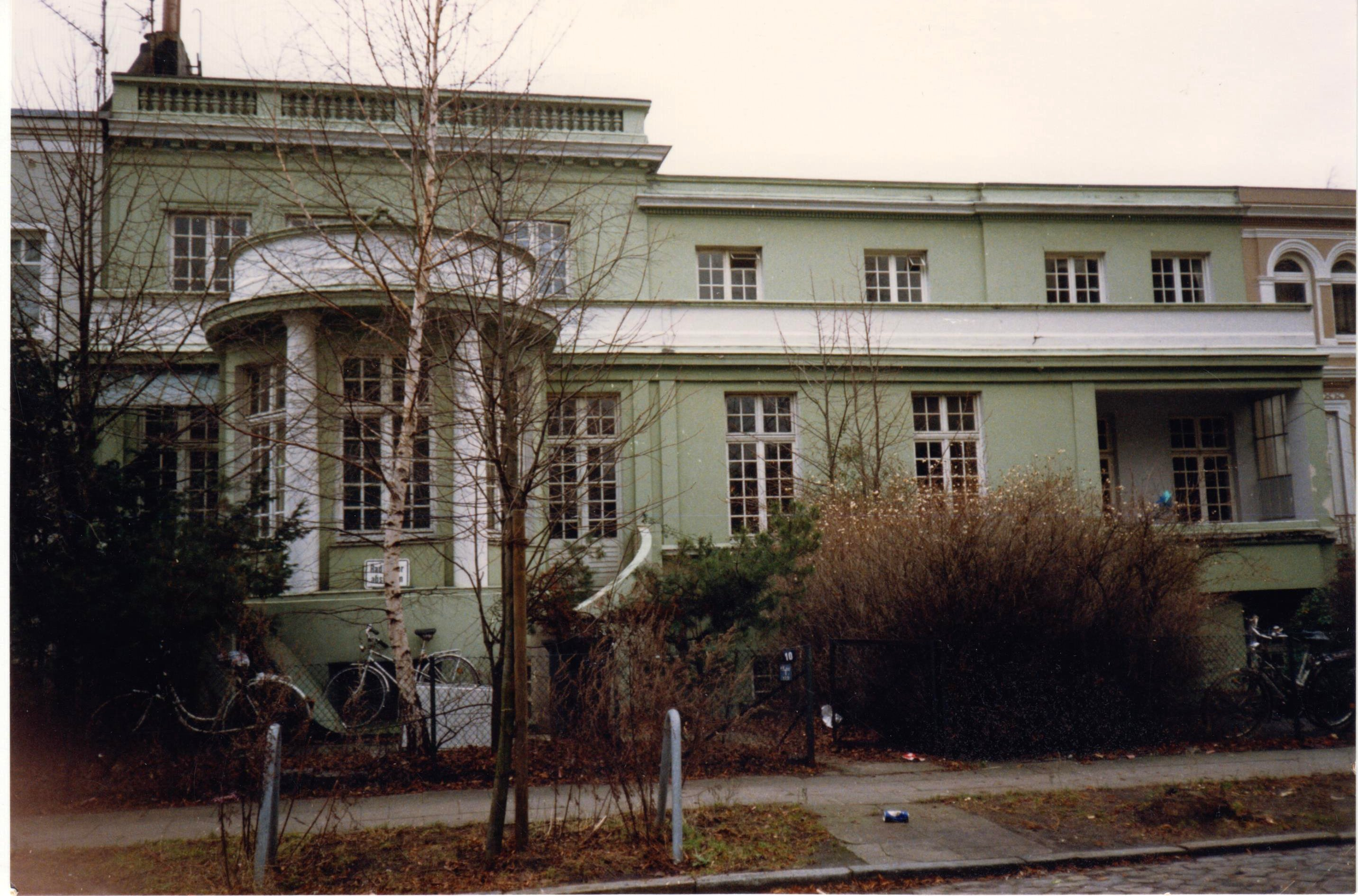
Koopstraße

### Suevo-Borussia
Nach der Wiedergründung der Militärärztlichen Akademie am 1. Oktober 1934 in Berlin nahm Suevo-Borussia dort am 14. November 1937 den Betrieb als Gemeinschaft Studierender wieder auf. Damit war sie die einzige freie deutsche Studentenverbindung. 1944 wurden die Akademie und mit ihr die Gemeinschaft nach Breslau verlegt, wo gegen Jahresende der Corpsbetrieb eingestellt werden musste. Am 10. Januar 1949 rekonstituierte Suevo-Borussia in Hamburg. Im Januar 1950 gehörte sie zu den 22 Corps, die sich in der Interessengemeinschaft zusammenschlossen und die Wiederbegründung des KSCV vorbereiteten. 1950/51 ging sie ein Vorstellungsverhältnis mit dem Corps Holsatia und dem Corps Hubertia Freiburg sowie ein befreundetes Verhältnis mit dem Corps Hannovera Göttingen ein. Im März 1955 wurde das Vorstellungsverhältnis mit dem Corps Hansea Bonn abgeschlossen. Diesem hatte sie (wie später auch das Fusionscorps) einen Corpsburschen gestellt.
1976 musste Suevo-Borussia wegen Nachwuchsmangels suspendieren. Sie schloss 1978 einen Fusionsvertrag mit Guestphalia Marburg und kündigte die Verhältnisverträge.

### Saxonia
Saxonias Neugründung in Hamburg erfolgte durch Angehörige der Corps Franconia Tübingen, Saxonia Kiel, Thuringia Jena, Brunsviga Göttingen, Suevia München und Teutonia Berlin. So schloss sich Saxonia dem Schwarzen Kreis an und ging  sechs Vorstellungsverhältnisse ein. Die Mütze erhielt das Kieler Format. Die Zusammenarbeit der drei Berliner Corps als SC zu Hamburg galt als vorbildlich, die Unterstützung durch den Alte-Herren-Senioren-Convent und den Academischen Club in Hamburg hingegen als zurückhaltend. Als die Inflation zu galoppieren begann, die Mieten nicht mehr bezahlt werden konnten und Neuimmatrikulationen selten wurden, entschloss sich das Corps, zum Ende des Wintersemesters 1922/23 zu suspendieren. Mit der ebenfalls nach Hamburg verlegten Franconia wurde 1923 ein Fusionsvertrag geschlossen, der bis 1930 bestand.

#### Hannoversch Münden
Mit Franconias Zustimmung rekonstituierte Saxonia schließlich 1930 mit Hilfe der Cheruscia (der früheren Andree'schen Tischgesellschaft) in Hannoversch Münden. Damit gewann sie ihre Unabhängigkeit zurück. Beim oKC 1931 erhielt sie Sitz und Stimme im KSCV und die Rechte eines Senioren-Convents. Ab dem Wintersemester 1932/33 bestand ein Paukverhältnis zum Göttinger Senioren-Convent. Der Corpsburschen-Convent suspendierte am 1. November 1935.
Saxonia betreute ab 1937 die Kameradschaft „Bismarck“. Mitglieder der Kameradschaft gründeten zu Beginn des Wintersemesters 1946/47 den Club Hubertus. Saxonias Altherrenverein wurde am 19. März 1948 reaktiviert. Der Club Hubertus fusionierte am 2. November 1951 mit der Akademischen Jagd- und Forstgesellschaft zur Akademischen Forst- und Jagdgesellschaft Saxonia. Nachdem diese die Rekonstituierung des Corps abgelehnt hatte, trennte sich Saxonias AHV zum 15. März 1955 von allen Mitgliedern, die sich nicht zum Corpsprinzip bekannten. Seit dem 24. Juni 1956 wurden die Mitglieder der Saxonia vom Corps Brunsviga Göttingen aufgenommen. Der AHV löste sich am 15. Dezember 1956 auf, bestand aber als Traditionsverband bis 1987 fort.

#### Verhältnisse
Saxonia war befreundet mit den Corps Saxonia Kiel (1935/1920) und Hercynia Tharandt (1950/1933). Seit 1920 stand sie in Vorstellungsverhältnissen mit Borussia Greifswald, Normannia Berlin und Brunsviga Göttingen.

## Rückblick
Wie die vier Straßburger Corps hatten es die KWA-Corps nach dem Ersten Weltkrieg sehr schwer, an einer anderen Hochschule und in einem anderen Senioren-Convent Fuß zu fassen. Mit der Suspension von Saxonia (1935), Suevo-Borussia (1976) und Franconia (1979) waren sie Geschichte.

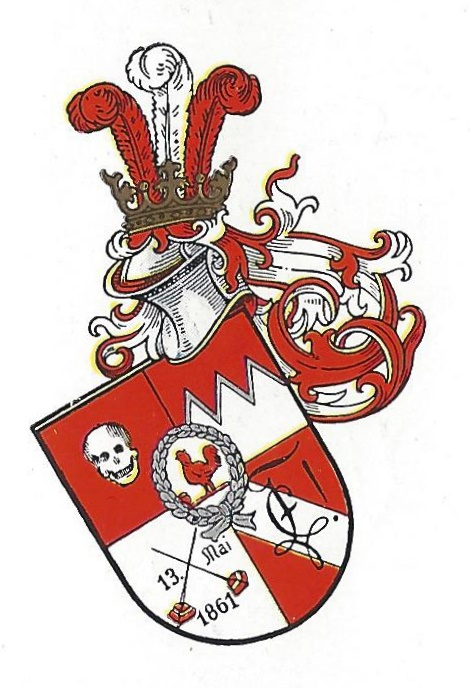
Franconia
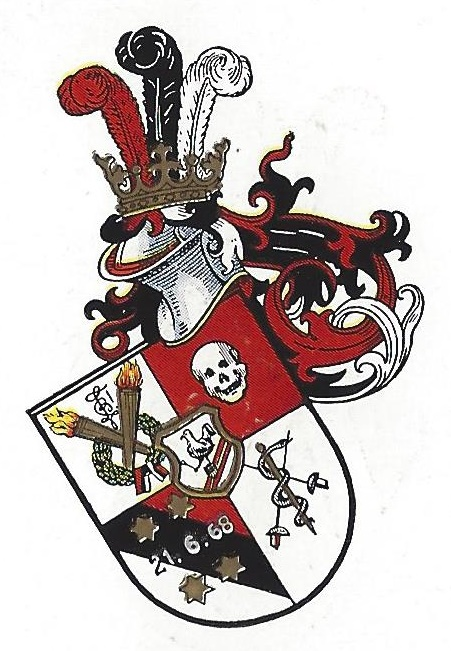
Suevo-Borussia
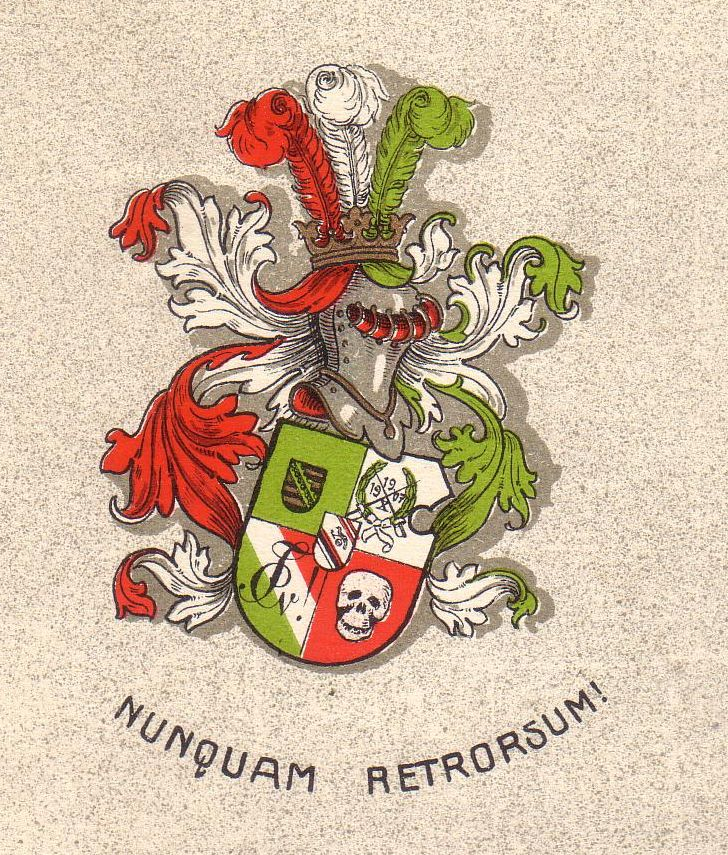
Saxonia

## Mitglieder
Als einziger Pfeifhahn wurde Otto von Schjerning 1907 Ehrenmitglied aller drei Corps.

### Franken
- Theophil Becker (1872–1933), Generaloberarzt, Neurologe und Psychiater
- August Boeckh (1859–1942), Obergeneralarzt
- Heinrich Bonhoff (1864–1940), o. Professor für Hygiene in Marburg
- Paul Bonte (1862–1940), Marine-Generalstabsarzt
- Adolf Brodführer (1845–1907), Generalarzt
- Paul Dammann (1860–1912), Marine-Generalarzt
- Hartwig Donner (* 1941), Rechtswissenschaftler, Rektor und Präsident der Universität Lüneburg
- Kurt Dütschke (1892–1955), Admiralarzt der Kriegsmarine
- Bernhard Fischer (1852–1915), o. Professor für Hygiene in Kiel
- Günther von Foerster (1864–1938), Sanitätsoffizier der Kaiserlichen Marine
- Georg Gaffky (1850–1918), Direktor des späteren Robert-Koch-Instituts in Berlin
- Arthur Goebel (1853–1939), Generalarzt, Direktor der Charité
- Erwin Gohrbandt (1890–1965), Professor für Chirurgie an der Charité
- Franz Goldammer (1876–1919), Oberstabsarzt, Chirurg und Hochschullehrer
- Carl Großheim (1843–1917), Generalarzt
- Walter Groth (1883–1947), Generalarzt der Luftwaffe
- Rudolf Gunderloch (1885–1962), Kommandeur der Militärärztlichen Akademie, Generalstabsarzt
- Siegfried Handloser (1885–1954), Chef des Sanitätswesens der Wehrmacht, im Nürnberger Ärzteprozess verurteilt
- Adolf von Hecker (1852–1924), Generalstabsarzt, Sanitätsinspekteur
- Heinrich Hetsch (1873–1947), Bakteriologe
- Erich Hippke, Generaloberstabsarzt der Luftwaffe
- Wilhelm Hoffmann (1872–1945), Sanitätsoffizier, Hygieniker und Medizinalbeamter
- Berthold von Kern (1848–1940), Sanitätsinspekteur, Professor für Philosophie
- Ludwig Klipstein (1864–1954), Generalarzt und Kreisarzt
- Albert Köhler (1850–1936), o. Professor für Chirurgie in Berlin[10]
- Paul Kohlstock (1861–1901), Tropenmediziner, Oberstabsarzt im ostasiatischen Expeditionskorps
- Feodor Korsch (1856–1914), Korpsarzt[10]
- Ernst Krause (1859–1942), Obergeneralarzt, Botaniker in Straßburg und Rostock
- Dieter Kümmell (1911–1988), Verwaltungsjurist und Ministerialbeamter
- Max Neve (1901–1965), Ärztlicher Direktor des Deutschen Krankenhauses in Buenos Aires
- Kurt Oehlmann (1886–1948), Generalstabsarzt
- Karl Papenhausen (1864–1946), Generalarzt der Wehrmacht[10]
- Erich Paulun  (1862–1909), Stabsarzt, Hochschullehrer in Shanghai
- Eduard Pfuhl (1852–1917), Hygieniker
- Alexander Remus (1887–1964), Generalstabsarzt
- Hans-Releff Riege (1892–1941), Marine-Sanitätsoffizier
- Gerhard Rose (1896–1992), Vizepräsident des Robert-Koch-Instituts und beratender Hygieniker der Luftwaffe[10]
- Reinhold Ruge (1862–1936), Obergeneralarzt, Professor für Tropenmedizin an der CAU
- Hermann Schaper (1840–1905), Generalarzt, Direktor der Charité
- August Scharnke (1885–1931), Sanitätsoffizier, Hochschullehrer für Psychiatrie
- Oskar Scheibe (1848–1924), Obergeneralarzt, Direktor der Charité, Sanitätsinspekteur
- Paul Schmidt (1856–1921), Marine-Generalstabsarzt, Chef des Sanitätskorps der Kaiserlichen Marine
- Otto Schmiedicke (1858–1922), Obergeneralarzt
- Wilhelm Schultze (1840–1924), Sanitätsoffizier, Hochschullehrer für Chirurgie in Tokio
- Wilhelm Schultzen (1863–1931), Heeres-Sanitätsinspekteur der Reichswehr[10]
- Wilhelm Schumburg (1860–1928), Obergeneralarzt, Professor, Exzellenz
- Franz Stahr (1842–1904), Generalarzt
- Adolf Steinhausen (1859–1910), Generalarzt und Geiger
- Paul Stenger (1865–1940), o. Professor für HNO in Königsberg[10]
- Otto Tilmann (1862–1934), Chirurg, Rektor der Universität zu Köln
- Fritz Timann (1848–1931), Obergeneralarzt, Sanitätsinspekteur
- Paul Uhlenhuth (1870–1957), Hygieniker
- Willy Vorkastner (1872–1931), o. Professor für Rechtsmedizin in Halle
- Hans Wossidlo (1854–1918), Urologe
- Edgar Wutzdorff (1855–1923), Direktor im Kaiserlichen Gesundheitsamt
- Hans Ziemann (1865–1939), Chefarzt der Kaiserlichen Schutztruppe für Kamerun, Mitgründer des Instituts für Tropenmedizin an der Universität Berlin

### Schwabenpreußen
- Walther Asal (1891–1987), Chirurg, Generalstabsarzt
- Emil von Behring (1854–1917), erster Nobelpreisträger der Medizin, Ehrenmitglied des Corps
- Paul Bäumer (1896–1927), Jagdflieger im Ersten Weltkrieg, Pour le Mérite, Namensgeber für den Protagonisten in Remarques Roman Im Westen nichts Neues
- Ernst Becker (1884–1962), Generalarzt
- Hans Behmer (1865–1926), Sanitätsoffizier der Kaiserlichen Marine
- Kurt Bingler (1888–1972), Generalstabsarzt
- Rudolf Brugger (1862–1930), Generalarzt, Armeearzt
- Hellmuth Deist (1890–1963), Oberstarzt, Lungenarzt
- Alfred Dührssen (1862–1933), Gynäkologe
- Otto Elste (1854–1918), Marinegeneralarzt
- August Gärtner (1848–1934), Hygieniker
- Horst Gnekow (1916–1982), Theaterwissenschaftler, Intendant in Schleswig, Luzern, Münster und Hof
- Richard Hamann (1868–1956), Kommandeur der Militärärztlichen Akademie, Generalstabsarzt
- Ernst Grawitz (1860–1911), Internist und Hämatologe
- Werner d’Hargues (1890–1972), Admiralarzt
- Ernst Henneberg (1887–1946), Generalstabsarzt
- Arnold Hiller (1847–1919), Hochschullehrer
- Erich Hübener (1870–1938), Hygieniker, Generaloberarzt
- Johannes Käfer (1882–1943), Generaloberstabsarzt
- Berthold von Kern (1848–1940), Sanitätsoffizier, Generalleutnant
- Friedrich von Ilberg (1858–1916), Generalarzt, Leibarzt von Kaiser Wilhelm II.
- Walther Kittel (1887–1971), Generalstabsarzt
- Albert Köhler (1850–1936), Hochschullehrer in Berlin
- Rudolf Kratochwill (1898–1974), Versicherungsmathematiker, Vorstand des Gerling-Konzerns
- Adolf Krogmann (1898–1973), Kaufmann, Pilot und Luftfahrtfunktionär
- Robert Kudicke (1876–1961), Sanitätsoffizier und Tropenmediziner, Hochschullehrer in Guangdong und Frankfurt am Main
- Otto Loos (1871–1936), Hochschullehrer für Zahnmedizin
- Friedrich Loeffler (1852–1915), Begründer der Virologie
- Bernhard Möllers (1878–1945), Sanitätsoffizier, Bakteriologe und Hygieniker
- Gerhard Neumann († 1934), deutscher Generalarzt
- Theodor Alexander Nühsmann (1885–1962), o. Prof. für HNO in Bonn und Straßburg
- Richard Otto (1872–1952), Bakteriologe
- Julius Richard Petri (1852–1921), Bakteriologe, Petrischale
- Edmund Pflugmacher, Generalstabsarzt
- Richard Poelchen (1857–1947), Chirurg in Zeitz
- Rudolf von Renvers (1854–1909), Generalarzt, Direktor des Krankenhauses Moabit
- Maximilian Riemer (1871–1946),  Sanitätsoffizier, Hochschullehrer für Mikrobiologie und Hygiene in Rostock
- Max Rudeloff (1848–1916), Obergeneralarzt, Sanitätsinspekteur
- Werner Steuber (1862–1944), Sanitätsoffizier und Tropenmediziner
- Hans Volkmar Wagner (1889–1952), Generalstabsarzt der Wehrmacht
- Wilhelm Wagner (1886–1976), Generalstabsarzt der Wehrmacht
- Erich Wernicke (1859–1928), Bakteriologe und Hygieniker
- August Widenmann (1865–1949), Generalarzt, Ethnologe am Kilimandscharo
- Hans Wildegans (1888–1967), Chirurg in Berlin

### Sachsen
- Eberhard Ahrens (1892–1945), Admiralarzt
- Paul Hocheisen (1870–1944), Politiker
- Friedrich von Ilberg (1858–1916), Generalarzt, Leibarzt von Kaiser Wilhelm II.
- Friedrich Jungblut (1876–1946), Generalarzt
- Hermann Kayser (1895–1948), Generalarzt
- Richard Otto (1872–1952), Sanitätsoffizier
- Gerhard Rose (1896–1992), Vizepräsident des Robert-Koch-Instituts und Beratender Hygieniker der Luftwaffe
- Friedrich Samwer (1892–1953), Oberforstmeister
- Oskar Schröder (1891–1959), Chef des Sanitätswesens der Luftwaffe
- Wilhelm Schultzen (1863–1931), Heeres-Sanitätsinspekteur der Reichswehr
- Paul Stenger (1865–1940), HNO-Ordinarius in Königsberg
- Karl Hans Walther (1895–1965), Generalarzt der Wehrmacht, Generalmajor der NVA